# الشافي (أسماء الله الحسنى)

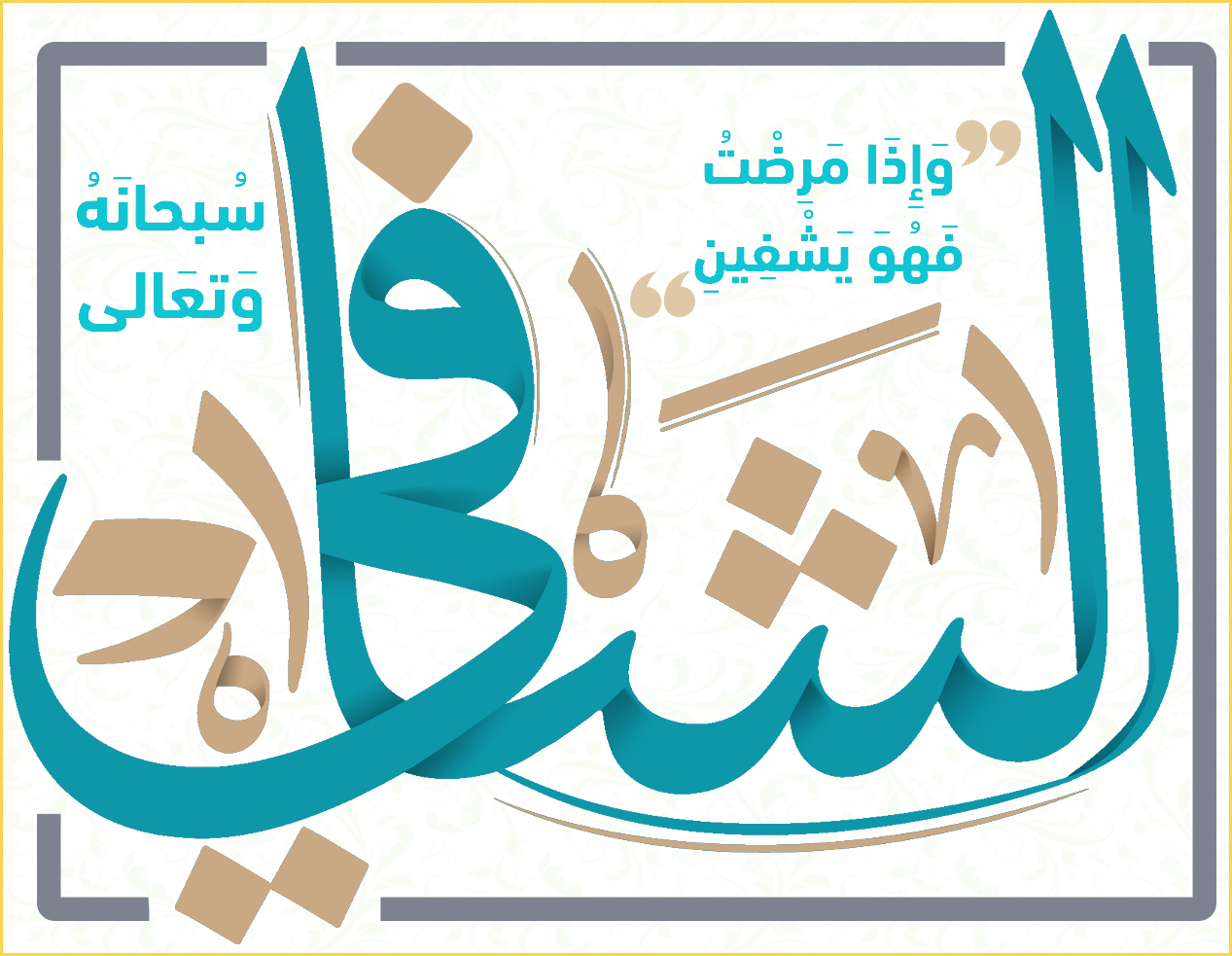
مخطوطة اسم الشافي سبحانه وتعالى ملحقة بالآية

الشافي هو صفة من صفات الله، ويعده بعض العلماء من أسماء الله الحسنى. لم يرد هذا الاسم صراحةً في القرآن الكريم، وإنما جاء على صيغة الفعل في قوله تعالى: ﴿وَإِذَا مَرِضْتُ فَهُوَ يَشْفِينِ ۝٨٠﴾ (سورة الشعراء، الآية 80)، أما في السُّنَّة فقد روت أم المؤمنين عائشة رضي الله عنها أن رسول الله -ﷺ - كان إذا اشتكى إنسان، مسحه بيمينه، ثم قال: «أَذْهِبْ الْبَأْسَ رَبَّ النَّاسِ ، وَاشْفِ أَنْتَ الشَّافِي ، لَا شِفَاءَ إِلَّا شِفَاؤُكَ شِفَاءً لَا يُغَادِرُ سَقَمًا» رواه مسلم.

## الأصل في الاشتقاق
اسم الله الشافي جاء من الفعل: شفَى، يُقال: شفى الله المريض يشفيه شفاءً فهو شافٍ، والمعنى أن الله تعالى عافاه وأبرأه من مرضه وعلّته، وشُفي المريض، أي: برئ وتعافى، واستعاد صحّته وعافيته.
ويُقال: استشفى فلان، إذا طلب الشفاء، وأشفيت فلانا، إذا وهبت له شفاء من الدواء، جاء في الصحاح: «استشفى: طلب الشفاء، وأشفيتك الشيء، أي أعطيتكه تستشفي به، ويقال: أشفاه الله عسلاً، إذا جعله له شفاء»، وفي تهذيب اللغة: «أشفى زيد عمرا، إذا وصف له دواء يكون شفاؤه فيه».
ومن استعمالاتهم للشفاء من الناحية المعنوية قولهم: الجواب الشَّافي، أي القاطع الذي يُكتفى به عن المراجعة، ومنه كذلك: شفى غيظي أو شفى غليلي، وذلك حين ينال ثأره من عدوّه، وفي محكم التنزيل: ﴿قَاتِلُوهُمْ يُعَذِّبْهُمُ اللَّهُ بِأَيْدِيكُمْ وَيُخْزِهِمْ وَيَنْصُرْكُمْ عَلَيْهِمْ وَيَشْفِ صُدُورَ قَوْمٍ مُؤْمِنِينَ ۝١٤﴾(سورة التوبة، الآية 14) والمقصود: إذهاب ما وقر في قلوب المؤمنين من موجدة القهر والذل مما كانوا ينالونه من الأذى منهم.
وذكر ابن الأعرابي أن العرب تقول: أشفى، إذا سار في شفا القمر، وهو آخر الليل، وأشفى، إذا أشرف على وصية أو وديعة. ويُقال: شفَى غليلي كوبَ ماء: أروى ظمئي وأزال عطشي، وشفاء الجهل التعلّم، ومنه حديث النبي –ﷺ -: (ألا سألوا إذ لم يعلموا؛ فإنما شفاء العيّ السؤال) رواه أبو داود.
والشفا بفتح التاء هو الحافة، وشفا كل شيء جرفه. قال الله تعالى: على شفا جرف هار (سورة التوبة، الآية 109).

## المعنى الاصطلاحي
ذكر الحليمي أن الشافي هو الذي يشفي الصدور من الشبه والشكوك، ومن الحسد والغلول، والأبدان من الأمراض والآفات، لا يقدر على ذلك غيره ولا يدعى بهذا الاسم سواه سبحانه وتعالى.
والشافي من أسماء الله سبحانه وتعالى، دالٌّ على القدرة الإلهيّة في علاج ما تشتكيه النفوس والقلوب من الأمراض، وما تشتكيه الأبدان من الآفات، وبهذا المعنى جاء من قول النبي –ﷺ -: «اللَّهُ الطَّبِيبُ» أخرجه أبو داود والنسائي، والمقصود أن الله سبحانه وتعالى هو الذي يُبريء ويُعافي على وجه الحقيقة.

## أدلة هذا الاسم من النصوص الشرعيّة
لم يرد هذا الاسم صراحةً في القرآن الكريم، وإنما جاء على صيغة الفعل في قوله تعالى: ﴿وَإِذَا مَرِضْتُ فَهُوَ يَشْفِينِ ۝٨٠﴾ (سورة الشعراء، الآية 80)، أما في السُّنَّة فقد روت أم المؤمنين عائشة رضي الله عنها أن رسول الله -ﷺ - كان إذا اشتكى إنسان، مسحه بيمينه، ثم قال: «أَذْهِبْ الْبَأْسَ رَبَّ النَّاسِ ، وَاشْفِ أَنْتَ الشَّافِي ، لَا شِفَاءَ إِلَّا شِفَاؤُكَ شِفَاءً لَا يُغَادِرُ سَقَمًا» رواه مسلم.

## أنواع الشفاء
مما سبق يتبيّن لنا أن الأمراض تعتري النفوس كما تعتري الأبدان، وفي هذا توسيعٌ لمفهوم «الشفاء» الذي تضمّنه اسم الله الشافي.
فالله سبحانه وتعالى هو الشافي للأرواح والقلوب، سواءٌ ما يتعلّق بالشبهات والشكوك والوساوس، أو ما يتعلّق بالشهوات التي تضظرم نارها وتُقلق صاحبها، وقد أنزل تعالى للناس ما هو شفاءٌ ورحمة للمؤمنين من أمراض الشهوات والشبهات، قال تعالى: ﴿يَا أَيُّهَا النَّاسُ قَدْ جَاءَتْكُمْ مَوْعِظَةٌ مِنْ رَبِّكُمْ وَشِفَاءٌ لِمَا فِي الصُّدُورِ وَهُدًى وَرَحْمَةٌ لِلْمُؤْمِنِينَ ۝٥٧﴾(سورة يونس، الآية 57)، وقال سبحانه: قُلْ هُوَ لِلَّذِينَ آمَنُوا هُدًى وَشِفَاء وَالَّذِينَ لا يُؤْمِنُونَ فِي آذَانِهِمْ وَقْرٌ وَهُوَ عَلَيْهِمْ عَمًى أُوْلَئِكَ يُنَادَوْنَ مِن مَّكَانٍ بَعِيدٍ (سورة فصّلت، الآية 44).
وعللُ الأبدان وأمراضها الله وحده هو الذي يشفيها، وما قدَّر في هذه الحياة من مرضٍ قط إلا وأوجد ما يقابله من الأدوية التي تشفيه وتقضي على أسبابه، صحّ بذلك الحديث عن النبي –صلى اله عليه وسلم-:«مَا أَنْزَلَ اللَّهُ دَاءً إِلَّا قَدْ أَنْزَلَ لَهُ شِفَاءً ، عَلِمَهُ مَنْ عَلِمَهُ وَجَهِلَهُ مَنْ جَهِلَهُ» رواه أحمد.
ومن جملة المقرّرات الشرعيّة الحضّ على التداوي والندب إليه، وقد سئل النبي –ﷺ -: هل علينا جناح أن لا نتداوى؟ فقال: «تَدَاوَوْا عِبَادَ اللَّهِ، فَإِنَّ اللَّهَ، سُبْحَانَهُ، لَمْ يَضَعْ دَاءً، إِلَّا وَضَعَ مَعَهُ شِفَاءً، إِلَّا الْهَرَمَ» رواه أصحاب السنن، وهذا من الأخذ بالأسباب المأمور بها.
وقد جعل الله الشفاء في الكثير من الأسباب والوسائل:
كالدعاء وسؤال الله فهو من أعظم العبادات التي يُتقرّب بها إلى الله تعالى، ومن الآداب الشرعيّة عند زيارة المريض أن يُقال له: «أسْأَلُ اللهَ العَظيمَ، رَبَّ العَرْشِ العَظيمِ، أنْ يَشْفِيَكَ» سبع مرّات، وكان من دعاء النبي عليه الصلاة والسلام: «اللَّهُمَّ رَبَّ النَّاسِ، مُذْهِبَ البَاسِ، اشْفِ أَنْتَ الشَّافِي، لاَ شَافِيَ إِلَّا أَنْتَ، شِفَاءً لاَ يُغَادِرُ سَقَمًا».
والرقية باب شرعيّ من أبواب الشفاء الفعّالة، حتى كان بعض السلف الصالح يستغنون بها عن غيرها من أنواع العلاج الحسّي، وثبتت الأحاديث في قدرتها على علاج الأمراض الحسيّة كلدغة العقرب والحمّى وغير ذلك.
ومن جملة الأسباب: العلاج بالعسل، قال تعالى: يَخْرُجُ مِنْ بُطُونِهَا شَرَابٌ مُخْتَلِفٌ أَلْوَانُهُ فِيهِ شِفَاءٌ لِلنَّاسِ إِنَّ فِي ذَلِكَ لَآَيَةً لِقَوْمٍ يَتَفَكَّرُونَ (سورة النحل، الآية 69)، ومنها كذلك الحبّة السوداء والحجامة، وأمور أخرى كثيرة اعتنى العلماء بجمعها في باب "الطب النبوي".

## آثار الإيمان بهذا الاسم
أولاً: إخلاص اللجوء إلى الله والتعلق به حال المرض، لأن الشفاء منه سبحانه وتعالى وحده دون ما سواه، وهذا لا يتنافى مع الأخذ بالأسباب ولكنّه –أيضاً- يمنع من التفات القلب إلى الأسباب ونسيان خالقها والآمر بها.
ثانياً: العلم بأن الله سبحانه وتعالى قد يؤخر عن العبد شفاء البدن لأجل شفاء الروح، فيُقدّر المرض لتنقية المؤمن وتزكيته وتمحيصه، ومصداق ذلك قول النبي –ﷺ : «ما من مرض أو وجع يصيب المؤمن إلا كان كفارة لذنبه، حتى الشوكة يشاكها، أو النكبة ينكبها –أي المصيبة -» رواه أحمد وأصله في الصحيحين، مما يورث الرضا بأقدار الله .
ثالثاً: عدم اليأس من تأخّر البرء إيماناً جازماً بأن قضاء الله للعبد خيرٌ من قضاء العبد لنفسه، وتسلية النفس بتذكّر أحوال أنبياء الله تعالى الذين ألمّت بهم الأمراض والأوجاع فلم يُقابلوها إلا بالصبر واحتساب الأجر.